# Usine Renault de Billancourt
L'usine Renault de Billancourt est une ancienne usine de production automobile du constructeur Renault, située à Boulogne-Billancourt, en proche banlieue de Paris. Fondée en 1898, elle a été l'un des sites de production automobile les plus importants de France pendant un siècle, jusqu'à sa mise à l'arrêt en 1992.
Longtemps décrite comme une « forteresse ouvrière », l'usine Renault de Billancourt a été un symbole de l’implantation du communisme en milieu ouvrier. Elle est le théâtre de nombreux événements importants dans l'histoire sociale et politique de la France, notamment les grèves de 1936 et de Mai 1968,.

## Histoire
La construction des bâtiments de l'usine s'échelonne de 1899 à 1984, pour une surface qui atteint son apogée dans les années 1960 avec 72 hectares. Chaque îlot est identifié par une lettre.

### Premiers îlots et développement à Billancourt

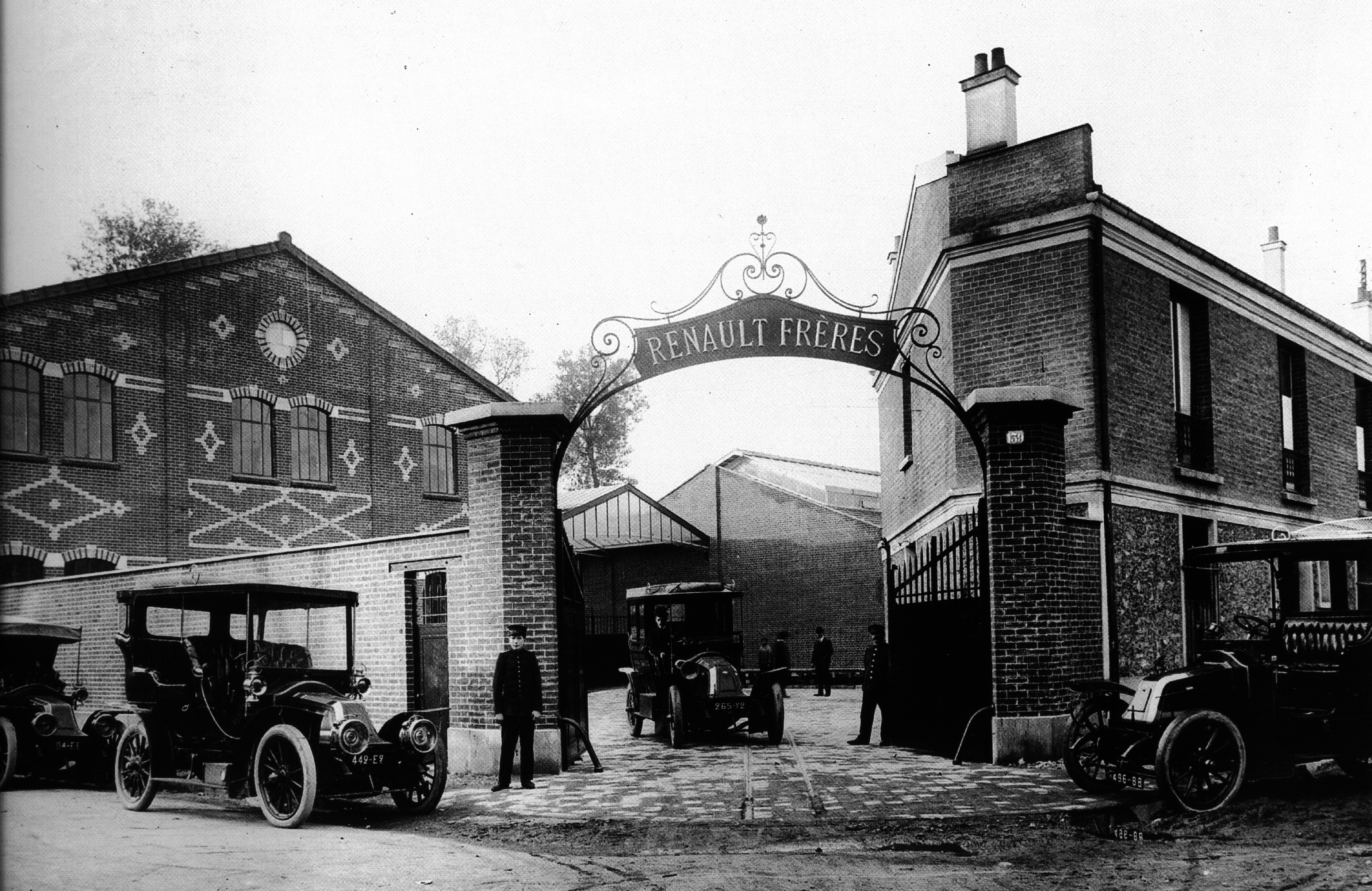
L'usine en 1904, à l'angle des anciennes rues Sandoz et Gabrielle.

La première implantation de Renault à Billancourt est le petit atelier que Louis Renault aménage au fond du jardin de la résidence secondaire familiale, située 10 rue du Cours (actuelle avenue Émile-Zola). Il y fabrique sa première voiture, la Renault Type A, en 1898 à 21 ans. L'année suivante, en 1899, la société Renault Frères est créée à l'adresse de la propriété familiale.
À partir de 1902, les terrains et les rues autour de la maison sont progressivement achetés par l'entreprise pour la construction et l'expansion des ateliers : ce sont les îlots A, B et C. En 1905 et 1906, les ateliers s'étendent encore pour répondre aux commandes de véhicules des taxis parisiens.
En 1907, la production atteint 1197 véhicules. À la veille de la Première Guerre mondiale, « Les automobiles Renault », ainsi renommées à la suite de la mort des frères Marcel et de Fernand, emploient 4 400 salariés et occupent un domaine foncier de 135 825 m² où sont fabriquées les Renault Type AG, futurs taxis de la Marne. L'électricité est fournie par la centrale électrique « E » construite en 1912.
L'usine poursuit son expansion sur la commune de Billancourt, notamment pendant la Première Guerre mondiale, durant laquelle elle triple sa surface : de la rue du Vieux-Pont-de-Sèvres jusqu'à la place Nationale et le bord de Seine. Quai du Point-du-Jour, l'usine « O » est construite pour l'assemblage des moteurs d'avions. Ce secteur ainsi délimité forme un trapèze qui donne son nom au quartier.
En 1917, l'atelier « N » construit en béton et brique et surnommé « l'artillerie », accueille l'assemblage de matériel militaire sous une grande halle et derrière un haut portail en briques donnant sur le quai Stalingrad.
En 1922 est construit le bâtiment « X » afin d'abriter les bureaux de Louis Renault, réalisé en béton avec parement de briques, et jardin.

### Expansion sur l'île Seguin et Meudon

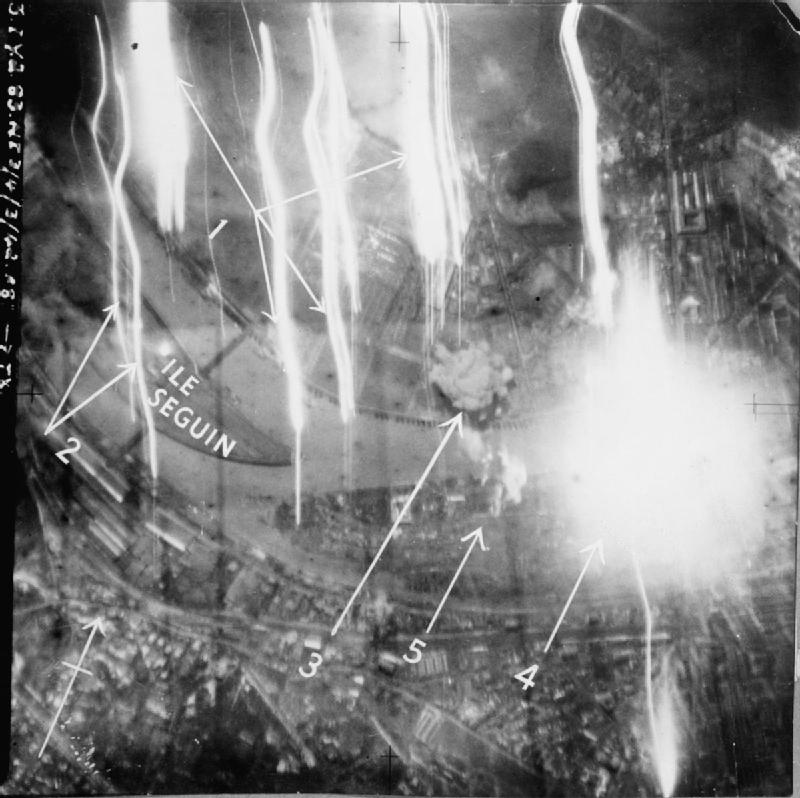
Bombardement des usines de Boulogne-Billancourt durant la Seconde Guerre mondiale.

À partir des années 1920, alors que la croissance de la production automobile requiert un nouvel agrandissement de l'usine, Louis Renault achète l'île Seguin, qui compte 11 hectares au milieu de la Seine, ainsi que 4 hectares de terrains de l'autre côté de la Seine, dans le Bas-Meudon. La liaison entre le trapèze et l'île est réalisée avec le pont Daydé, construit en 1928. La liaison entre l'île et le Bas-Meudon par le pont Seibert, construit en 1932.
Complètement autonome, l'usine possède sa propre centrale électrique et plusieurs sites d'essais, dont une piste souterraine, ainsi qu'un pont d'embarquement pour transporter les véhicules par voie fluviale. C'est alors la plus grande usine de France, avec plus de 30 000 employés.

### Seconde Guerre mondiale
Durant la Seconde Guerre mondiale, l'usine produit des camions pour l'occupant allemand ; elle subit plusieurs bombardements alliés, notamment le 3 mars 1942 et en 1943, faisant des dizaines de victimes dans les villes avoisinantes. Louis Renault, accusé de collaboration avec l'ennemi, meurt en prison en 1944, peu avant son procès.

### Après-guerre
L'entreprise est nationalisée le 15 janvier 1945 sous le nom de « Régie nationale des usines Renault ».
Dans les années 1950, l'usine symbolise la croissance et la modernité de l'industrie française, notamment au moment où la Régie Renault lance la fabrication en grande série de la populaire 4CV. L'usine devient en même temps un bastion du syndicalisme.
Au fil des années, l'usine de Billancourt connaît de nombreux changements. À la fin des années 1960, elle est modernisée pour s'adapter aux nouveaux besoins de production et la production d'automobiles augmentée. Cependant, avec la concurrence mondiale croissante et la récession économique des années 1970 et 1980, l'usine voit une baisse de la demande pour ses produits. Alors qu'elle possède désormais de nombreux sites de production, en France comme à l'étranger, la régie annonce la fermeture de l'usine en 1989, celle-ci ne correspondant plus aux exigences des nouveaux processus de production.

### Fermeture

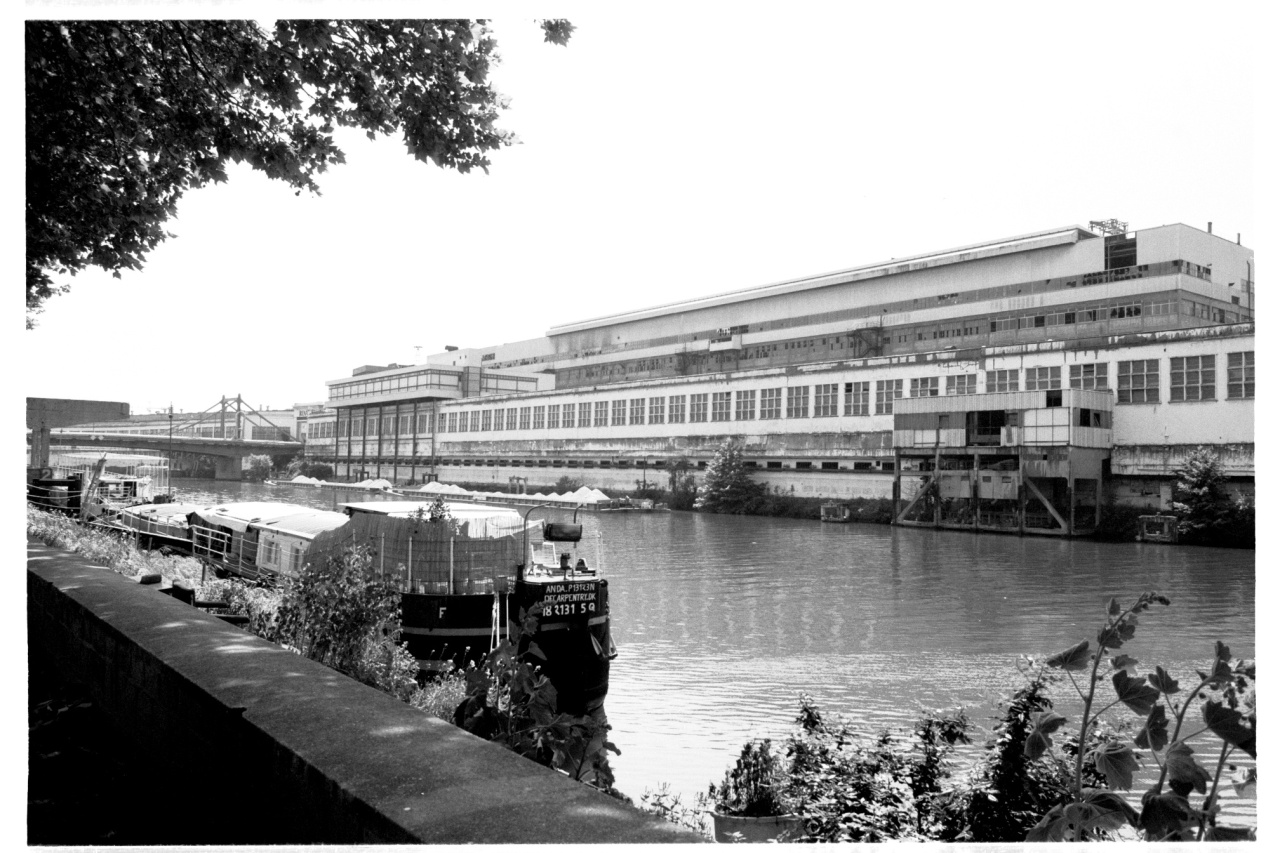
L'usine Renault en 2004.

En 1992, l'usine de Billancourt est fermée en raison de la réduction de la production automobile en France ; la dernière voiture, une Supercinq, sort des chaînes le 31 mars 1992. Le nettoyage des bâtiments commence presque immédiatement après (énorme chantier de désamiantage et de dépollution du sol). La démolition des bâtiments de l'usine Renault démarre le 29 mars 2004 et s'achève le 8 mars 2005.
Depuis, l'espace est reconverti en un complexe immobilier comprenant des espaces de travail, de loisirs et de logement. Le site est également devenu un lieu de mémoire pour les travailleurs et les habitants de la région, témoignant de l'histoire de l'industrie automobile française et des luttes sociales et politiques qui y ont eu lieu.
En 2011, la directrice de cirque Madona Bouglione installe trois chapiteaux blancs et invite le Cirque du Soleil avec le spectacle Corteo, Kooza et le Cirque Plume avec le spectacle « L'atelier du peintre »,. Sous ses chapiteaux, elle présente un spectacle pour la Fondation d'entreprise Pernod Ricard lors de la soirée annuelle du monde de l'art contemporain « Le Bal jaune » au moment de la FIAC.

## Histoire politique et syndicale
Depuis 1936, l'usine est considérée comme l'un des principaux lieux d'implantation du Parti communiste français, le chiffre de 6 000 membres étant avancé sans qu'il puisse être confirmé.
Après la Seconde Guerre mondiale, le PCF ne parvient cependant pas à imposer la gestion par « les patriotes éprouvés », les autres courants de la Résistance empêchant la prise de contrôle de l'usine par le Parti. Le nombre de membres du PCF passe de 700 à 2 000 entre 1945 à 1947. Le PCF prend peu à peu le contrôle de l'ensemble des instances de gestion, comme le Comité d'entreprise, qui devient alors un relais de propagande.
L'accord d'entreprise de 1955 offre à la CGT la possibilité de devenir l'interlocuteur de la direction.
Mai 68 constitue néanmoins un choc pour le PCF. La décision du Parti de valider les accords de Grenelle conduit à la contestation de sa base, qui se sent plus proche de la concurrence d’extrême gauche.

## Ouvriers célèbres

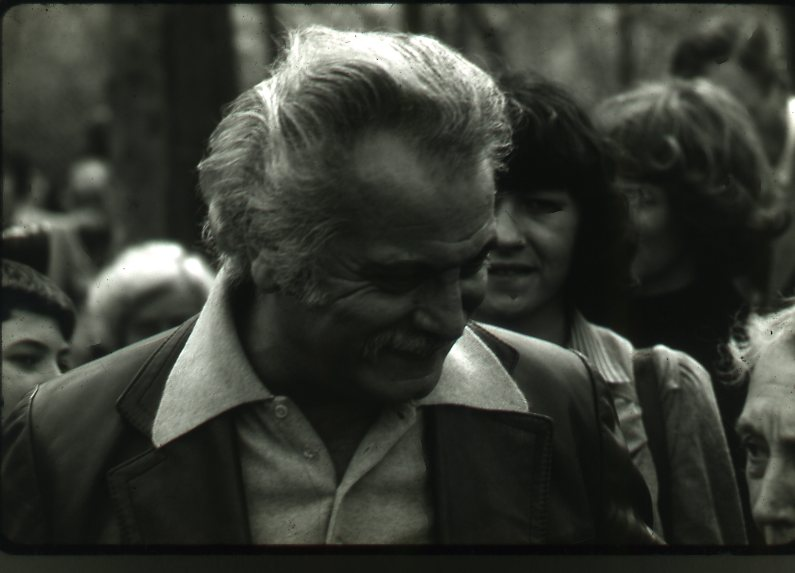
Georges Brassens travailla quelques mois à Billancourt avant la destruction de son atelier.

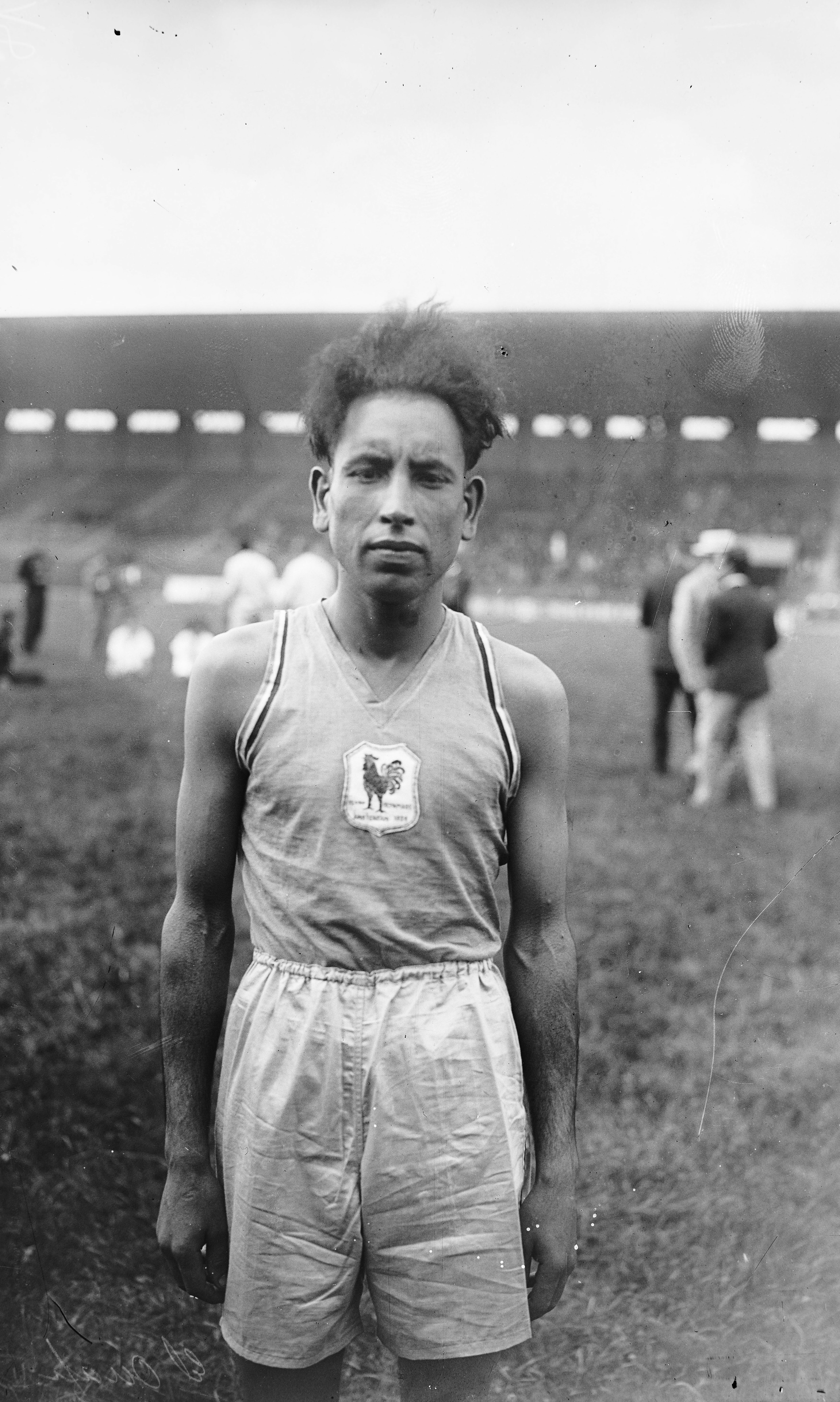
Boughéra El Ouafi.

- Alfred Costes (1888-1959) y travaille dans les années 1910 comme ouvrier ajusteur. Il dirige les grèves à l'usine en 1936[13] ;
- Pierre Lareppe y travaille comme mouleur en 1919. Il y adhère au Parti communiste en 1922[14] ;
- l'aviateur et pilote d'essai Marcel Doret (1896-1955) y est ouvrier à la fin de la Première Guerre mondiale ;
- l'architecte naval russe Vladimir Yourkevitch, après avoir quitté la Russie en 1922, gagne temporairement sa vie comme mécanicien puis dessinateur industriel à Billancourt[15] ;
- le militant anarchiste Nicolas Faucier (1900-1992) est embauché à Billancourt en 1923. Délégué au comité de l’usine, il organise une grève et, le 12 mai 1925, il est licencié ;
- le futur président chinois Deng Xiaoping, pendant sa jeunesse en France, travaille comme assembleur à l'atelier 76 du 6 novembre au 12 décembre 1925 et habite rue Traversière à Billancourt[16] ;
- Henri Rol-Tanguy est embauché en 1925 à 17 ans comme tôlier en carrosserie chez Renault, où sa mère travaille. Il est affecté à l'usine O. Militant communiste, il est licencié au bout de quelques mois pour fait de grève[17] ;
- l'athlète Boughéra El Ouafi (1898-1959), médaillé d'or au marathon des Jeux olympiques d'été de 1928, y est décolleteur dans les années 1920 et fabrique des boulons et des rivets en parallèle de son entraînement[18] ;
- le combattant révolutionnaire ukrainien Nestor Makhno (1888-1934) arrive à Paris en 1925 après avoir fui la Russie et travaille comme tourneur à l'usine Renault[19] ;
- Georges Brassens travaille brièvement à 18 ans comme ouvrier à l'atelier 33 entre mars et juin 1940, son contrat ayant ensuite pris fin à la suite de la destruction de l'atelier dans un bombardement allemand[20] ;
- Simone Weil travaille comme fraiseuse du 5 juin au 8 août 1935. Elle raconte son expérience et ses questionnements sur la condition ouvrière dans Journal d'usine[21] ;
- Robert Doisneau est embauché à l'usine à 22 ans, en 1934, comme photographe chargé réaliser des photos des ouvriers comme les photos publicitaires. Il est présent lors des grèves de 1936 et licencié en 1939 pour retards successifs[22] ;
- John William devient, à 17 ans, apprenti ajusteur-outilleur à l'usine, en 1939[23] ;
- Marcel Albert, aviateur de la Seconde Guerre mondiale et second as des Forces aériennes françaises libres, y travaille en 1936 comme ouvrier métallurgiste[24] ;
- Jacques Delarue (1919-2004) y travaille à 16 ans[25] ;
- Yves Kermen (1910-1942) y est embauché en octobre 1935 comme ajusteur avant de devenir cadre syndical en 1938[26] ;
- le syndicaliste et homme politique Aimé Halbeher y est ajusteur-outilleur à l'atelier 37 en 1953 et sera secrétaire général adjoint de la CGT de l'usine[27].
- la syndicaliste et militante féministe Clara Benoits y entre en 1949 comme dactylographe au service des exportations ; ses parents furent également ouvriers en métallurgie à l'usine[28] ;
- le militant ouvrier maoïste Pierre Overney y est brièvement ouvrier. Il est plus tard tué par un agent de sécurité à la sortie de l'usine lors d'une action militante de la Gauche prolétarienne ;
- le syndicaliste et secrétaire général de la CGT Philippe Martinez commence dans la métallurgie à Billancourt en 1982[29] ;

## Vestiges
L'usine de Billancourt est démolie presque en totalité à partir de 2004. L'ancien pont Seibert est démoli en 2019 en raison de son mauvais état pour être remplacé. Les façades de l'usine et la Porte de l'artillerie donnant sur le quai Georges-Gorse et datant de 1916, d'abord conservées, sont démolies en 2020 ; seuls quelques éléments de l'usine subsistent :
- la sirène, rachetée par la ville en 2009, est exposée depuis 2020 place Jules-Guesde, devant l'ancienne entrée principale[30] ;
- l'entrée principale de l'usine place Jules-Guesde est réutilisée comme façade du lycée Simone Veil, construit en 2018[31] ;
- le bâtiment X, aussi appelé bâtiment Pierre-Dreyfus, siège historique du groupe entre 1922 et 1975, est conservé par Renault. Le parc situé devant le bâtiment abrite toujours la cabane de Louis Renault[32] ;
- le bâtiment METAL 57 construit en 1984 par l'architecte Claude Vasconi pour accueillir l'atelier de métallerie industrielle de Renault a été conservé, rénové et agrandi en 2021 par son nouveau propriétaire BNP Paribas Real Estate[33] ;
- le pont Daydé, mis en service en 1928.

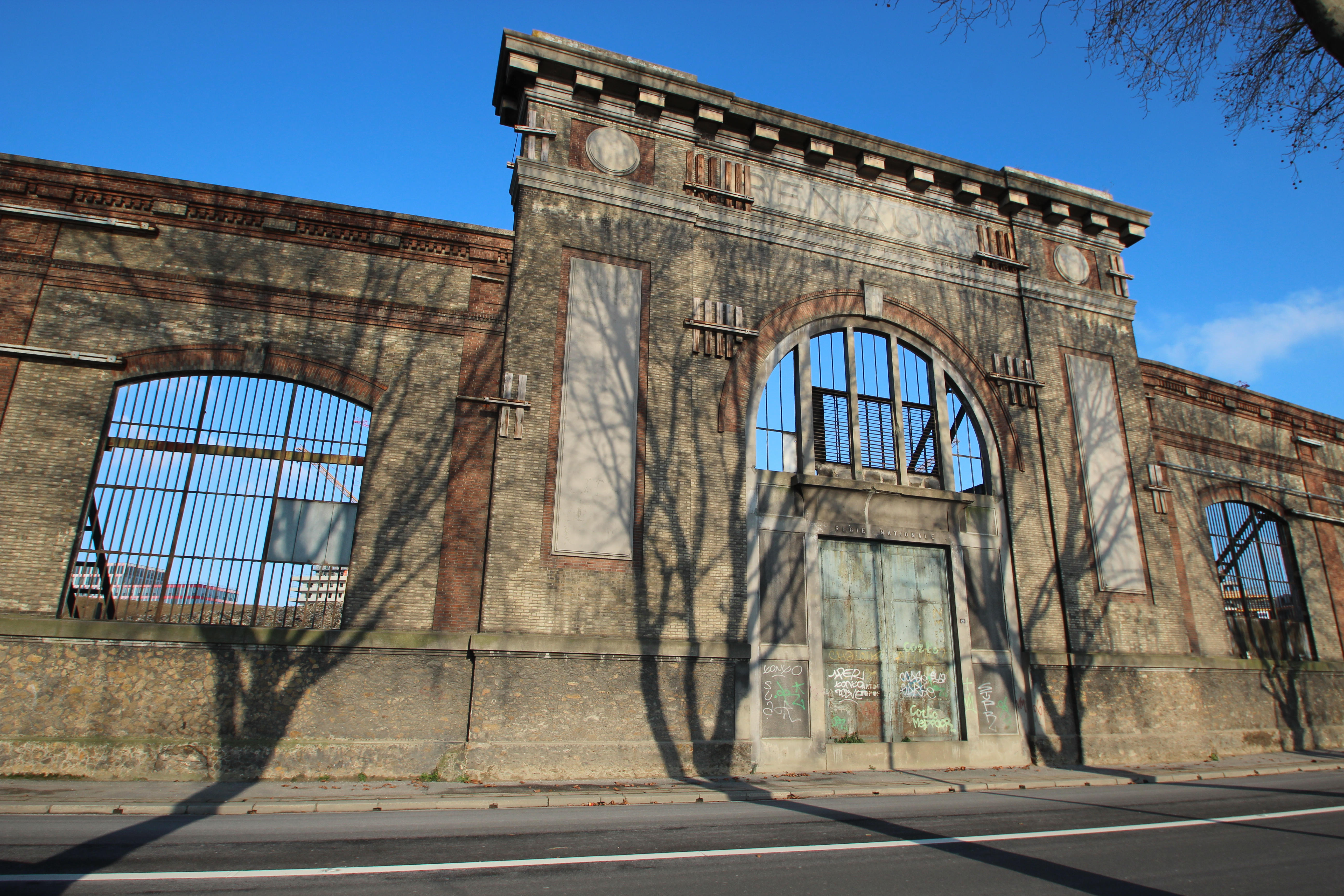
Porte de l'artillerie sur le quai Georges-Gorse en 2014, avant sa démolition.
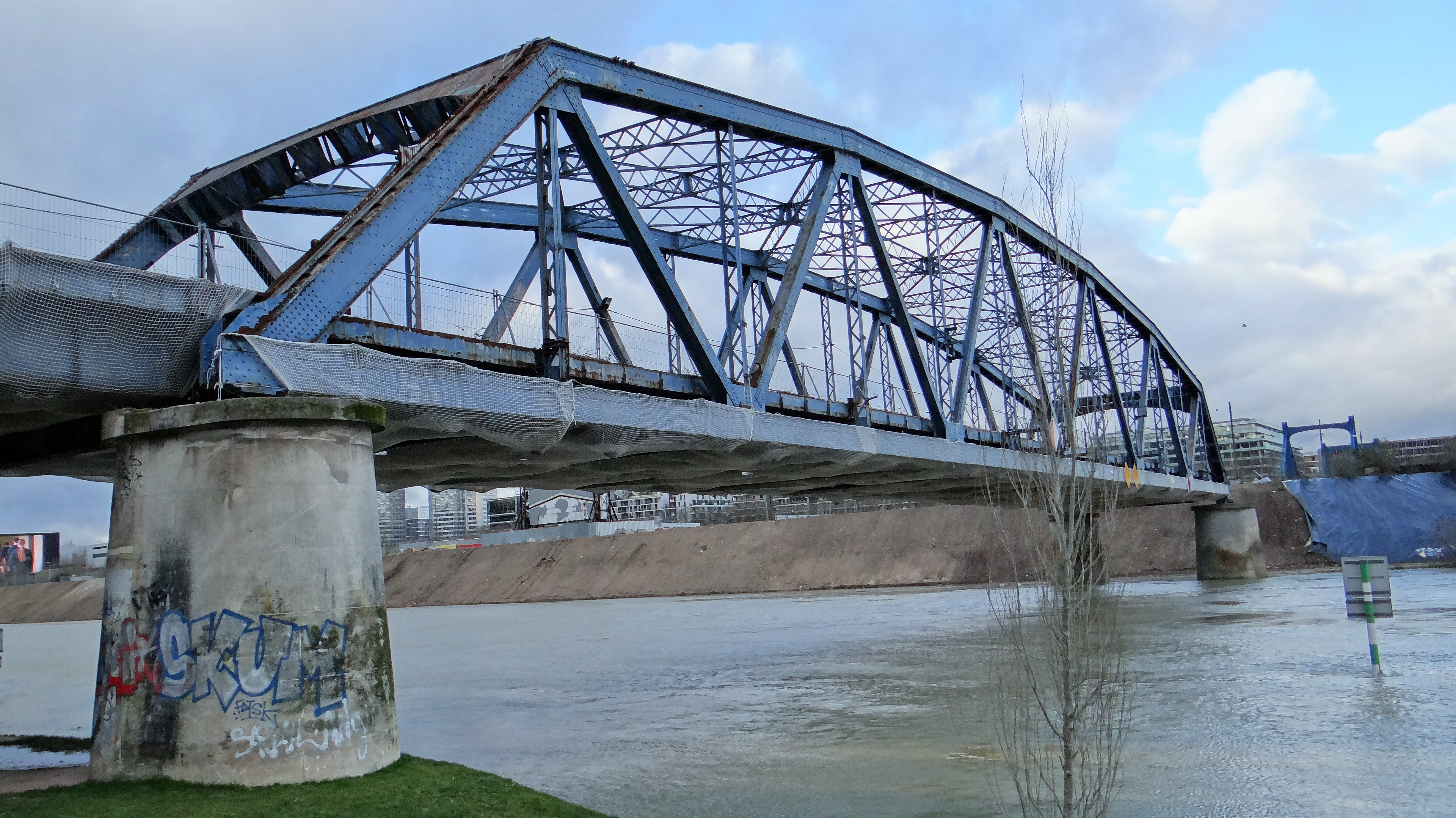
Ancien pont Seibert avant sa démolition.
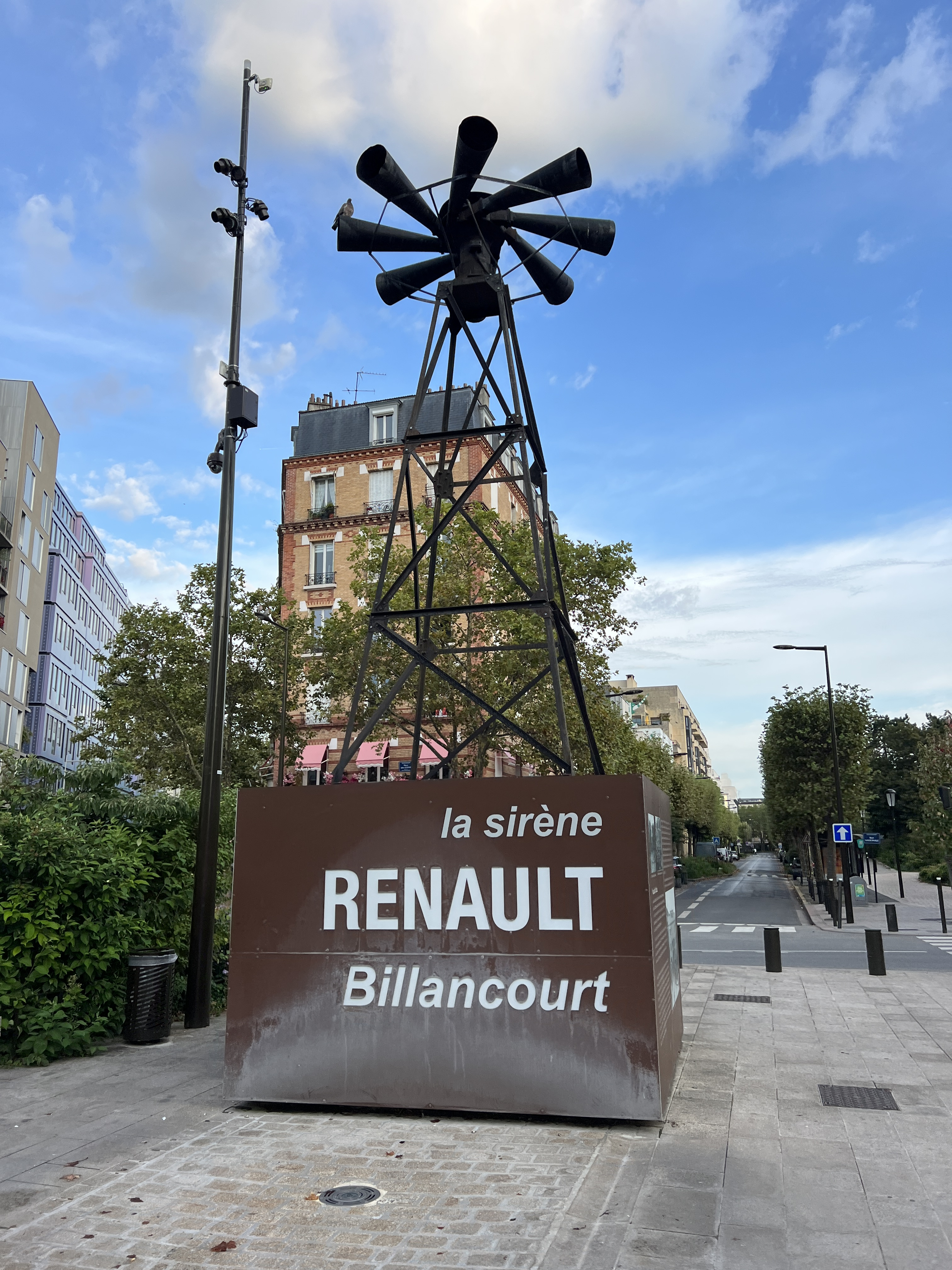
La sirène de l'usine place Jules-Guesde.
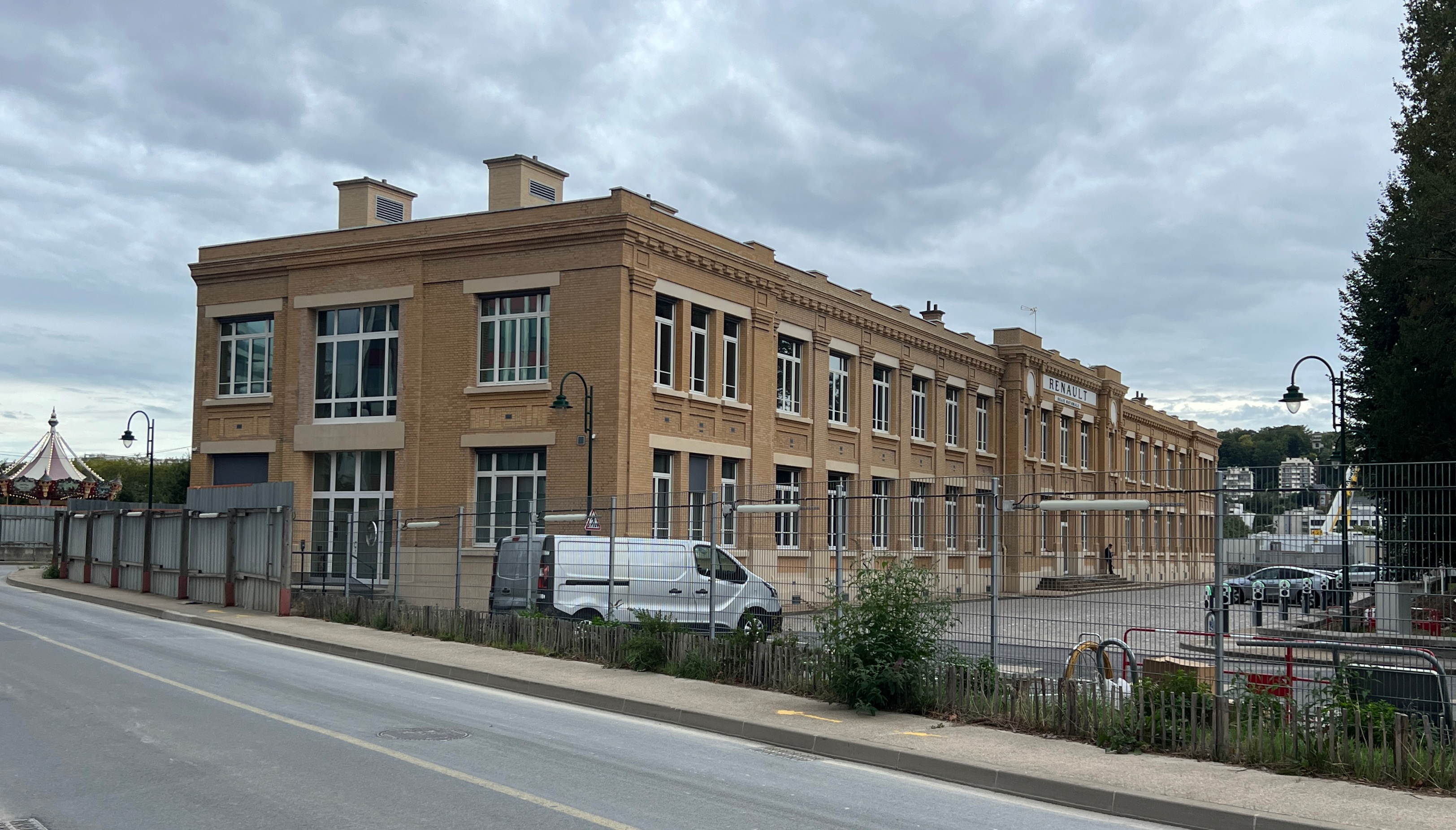
Bâtiment X, ancien siège social conservé par Renault.